# Strateške raketne sile Ruske federacije
Strateške raketne sile Ruske federacije (RVSN RF; rusko Ракетные войска стратегического назначения Российской Федерации (РВСН РФ), latinizirano: Raketnye voyska strategicheskogo naznacheniya Rossiyskoy Federatsii, dobesedno 'Raketne sile strateškega namena') so veja oboroženih sil Ruske federacije, ki nadzoruje ruske kopenske medcelinske balistične rakete z jedrskimi konicami.
Strateške raketne sile so bile ustvarjene 17. decembra 1959 kot del oboroženih sil ZSSR kot glavna sila za napadanje sovražnikovega ofenzivnega jedrskega orožja, vojaške objekte in industrijsko infrastrukturo.
Ruske strateške sile dopolnjujeta še "Daljna aviacija" Vojnega letalstva Rusije in strateške jedrske podmornice Ruske vojne mornarice. Vsa tri telesa skupaj sestavljajo jedrsko triado Rusije.
Glavni generalštab RVSN je v Kuncevem v predmestjih Moskve. Nadomestni generalštab je v Kosvinski gori na Uralu.
Pod poveljstvom maršala Sovjetske zveze Sergeja Semjonoviča Birjuzova so RVSN v sklopu operacije Anadir leta 1962 namestile rakete na Kubi. Na Kubo je bilo poslanih 36 balističnih raket srednjega dosega R-12, kar je vodilo v kubansko raketno krizo. Z raketami so na Kubi upravljale enote 43. gardne raketne divizije 43. raketne armade.

## Sestava leta 2020

### Enote
Enote Strateških raketnih sil januarja 2020:
- 27. gardna raketna armada (generalštab: Vladimir)
  - 98. ločena eskadra mešanega letalstva
  - 7. gardna raketna divizija v Vipolzovem z 18 mobilnimi raketami RT-2PM Topol
  - 14. raketna divizija v Joškar-Oli s 27 mobilnimi raketami RS-24 Jars
  - 28. gardna raketna divizija v Kozjolsku s 15 (januarja 2020)[6][7] raket Jars v silosu
  - 54. gardna raketna divizija v Tejkovem z 18 mobilnimi raketami Topol-M in 18 (december 2011)[8] mobilnimi raketami Jars
  - 60. raketna divizija v Tatiščevem s 30 raketami UR-100NUTTH in 60 raketami Topol-M v silosu
- 31. raketna armada (generalštab: Orenburg)
  - 102. ločena eskadra mešanega letalstva
  - 8. raketna divizija v Pervomajskem
  - 13. raketna divizija rdeče zastave v Dombarovskem z 18 raketami R-36M2 Vojevoda v silosu in 6 (december 2021) UR-100NUTTH z Avangardi[9][10] Rakete Vojevoda bodo zamenjane z novimi raketami RS-28 Sarmat, ko bodo vstopile v uporabo[11]
  - 42. raketna divizija v Nižnem Tagilu s 27 mobilnimi raketami Jars
- 33. gardna raketna armada (generalštab: Omsk)
  - 105. ločena eskadra mešanega letalstva
  - 29. gardna raketna divizija v Irkutsku s 27 mobilnimi raketami Jars
  - 35. raketna divizija v Barnaulu z mobilnimi raketami Topol in[12] Jars
  - 39. gardna raketna divizija v Novosibirsku s 27 mobilnimi raketami Jars
  - 62. raketna divizija v Užurju z 18 raketami Vojevoda v silosu, ki jih bodo tudi zamenjale nove rakete Sarmat, ko bodo vstopile v uporabo[11]

### Število raket in bojnih glav
Strateške raketne sile imajo:
- 46 raket R-36M2 Vojevoda v silosu z do 10 jedrskimi konicami, bodo upokojene 2022
- 45 mobilnih raket RT-2PM Topol z 1 jedrsko konico, bodo upokojene
- 60 raket Topol-M v silosu z 1 jedrsko konico
- 18 mobilnih raket Topol-M z 1 jedrsko konico
- 15 raket RS-24 Jars v silosu z do 4 jedrskimi konicami
- 135+ mobilnih raket RS-24 Jars z do 4 jedrskimi konicami

Kristensen in Korda (2020) omenjata UR-100N kot upokojen, medtem ko je UR-100NUTTH v aktivni uporabi z Avangardi.